# Jaguariúna
Jaguariúna là một đô thị tại bang São Paulo của Brasil. Đô thị này nằm ở độ cao 584 m, dân số năm 2007 là 36.804 người, Diện tích 142,48 km².

## Thông tin nhân khẩu
Dữ liệu dân số theo điều tra dân số năm 2000
Tổng dân số: 29.597
- Dân số thành thị: 25.812
- Dân số nông thôn: 3.785
  - Nam giới: 14.938
  - Nữ giới: 14.659

Mật độ dân số (người/km²): 207,84
Tỷ lệ tử vong trẻ sơ sinh dưới 1 tuổi (trên một triệu người): 9,05
Tuổi thọ bình quân (tuổi): 75,36
Tỷ lệ sinh (số trẻ trên mỗi bà mẹ): 2,00
Tỷ lệ biết đọc biết viết: 92,47%
Chỉ số phát triển con người (HDI-M): 0,829
- Chỉ số phát triển con người - Thu nhập: 0,772
- Chỉ số phát triển con người - Tuổi thọ: 0,839
- Chỉ số phát triển con người - Giáo dục: 0,877

(Nguồn: IPEADATA)

## Sông ngòi
- Sông Jaguari
- Sông Atibaia
- Sông Camanducaia

## Các xa lộ
- SP-95
- SP-340